# Yorvit Torrealba

Yorvit Adolfo Torrealba, (nacido en Caracas, Distrito Capital, el 19 de julio de 1978) es un exreceptor profesional béisbol. Jugó en las Grandes Ligas (MLB) para los Gigantes de San Francisco, Seattle Mariners, Colorado Rockies, Padres de San Diego, Texas Rangers, Azulejos de Toronto, Cerveceros de Milwaukee y los Rockies de Colorado. En la actualidad no milita con equipo alguno, aun cuando fue entrenador de banca en la Liga Venezolana de Béisbol Profesional del equipo Leones del Caracas hasta el año 2018.

## Carrera profesional

### Gigantes de San Francisco
Torrealba firmó con los Gigantes de San Francisco como agente libre para liga menor el 14 de septiembre de 1994. Hizo su debut en Grandes Ligas con los Gigantes el 5 de septiembre de 2001. Torrealba se convirtió en los Gigantes de copia de seguridad de colector para la temporada 2002 después de un fuerte entrenamiento de primavera. Durante la carrera temprana de Torrealba, sus capacidades defensivas eran su punto fuerte, en particular su capacidad para colocar out a los corredores. Tenía 136 turnos al bate en el 2001 y 200 en 2002. Durante la postemporada 2002, Torrealba todavía como el receptor de reserva a pesar de que no hizo apariciones como los Gigantes perdieron la Serie Mundial del 2002 con los Angelinos de Anaheim.
Torrealba mostró algo de potencial, pero cuando Benito Santiago dejó a través de la agencia libre en 2003, los Gigantes optó por cambiar por AJ Pierzynski en lugar de Torrealba como un jugador de tiempo completo. [2] Él continuó sirviendo como el receptor de reserva cuando los Gigantes firmaron Mike Matheny antes de la temporada 2005; de hecho, jugó menos que cuando Pierzynski fue el motor de arranque. Torrealba expresó frustración por su falta de tiempo de juego a los medios de comunicación más de una vez, diciendo que creía que era capaz de jugar todos los días. [3] El Administrador Felipe Alou discutió públicamente la posibilidad de convertir Torrealba en un jugador de utilidad para conseguir más tiempo de juego, pero eso nunca sucedió.

### Seattle Mariners
Torrealba fue traspasado, junto con el lanzador Jesse Foppert, de los Marineros de Seattle por el jardinero Randy Winn en la fecha límite de cambios de la temporada 2005. [4] Los Marineros estaban en medio de una temporada de 93 pérdidas y estaban reconstruyendo, y Torrealba compitieron por la oportunidad de ser receptor titular de Seattle.

### Colorado Rockies
Después de la temporada de 2005, los Marineros de Seattle cambiaron a Torrealba a los Rockies de Colorado por Marcos Carvajal después de firmar Kenji Johjima para ser su receptor titular. [5] Con los Rockies de Colorado, Torrealba tuvo la oportunidad de ser el receptor titular, pero perdió el trabajo después de que se lesionó antes de la temporada de 2006, el establecen a Danny Ardoin como receptor titular de los Rockies de Colorado. La lesión de Torrealba, fue una persistente lesión en el hombro, que fue causado por exceso de entrenamiento. [2]

Los rumores de que Torrealba firmaría con los Mets, se intensificaron. Torrealba y los Mets acordaron un contrato de $ 14.4 millones de dólares durante tres años. [6] El acuerdo había parecido que hacer, pero con el defecto de física de Yorvit nunca fue enviado a Nueva York. [7] [8] Torrealba más tarde presentó una queja contra los Mets. [9] El 29 de noviembre de 2007, se volvió a firmar con los Rockies. [10]
Torrealba comenzó la temporada 2007 con los Rockies platooning con el receptor novato Chris Iannetta . Cuando Iannetta se debatió, Torrealba ganó el puesto de titular. El 29 de mayo de 2007, contra los Cardenales de San Luis , Torrealba conectó un grand slam , el tercero de su carrera. Terminó la temporada con un promedio de .255 y 47 carreras impulsadas en 396 turnos al bate y arrojó a cabo solo el 17 por ciento de los potenciales ladrones de bases, por debajo de su éxito en temporadas anteriores. [1] Torrealba tenía algunos grandes éxitos de los Rockies de Colorado durante finales de 2007, cuando los Rockies ganaron 12 de sus últimos 13, para forzar un playoff de un juego contra los Padres de San Diego, que los Rockies ganaron. Torrealba conectó un jonrón contra Jake Peavy en ese juego. También Torrealba conectó un jonrón de 3 carreras contra de su excompañero Liván Hernández en el Juego 3 de la Serie de Campeonato de la Liga Nacional de 2007. [2] Torrealba llevó a los Rockies a la Serie Mundial por primera vez en la historia, pero perdió la serie contra los Medias Rojas de Boston en un barrido de 4 juegos.
A través de la temporada de 2007, Torrealba anotó una carrera .251 promedio de bateo con 30 cuadrangulares y 173 carreras impulsadas en 440 juegos. Como receptor, compiló un .997 promedio de fildeo con sólo diecisiete errores en 2587 ocasiones; La defensa de Torrealba ha sido superior a la media y a lo largo de su carrera. Ha expulsado a más de 32% de todos los corredores que intentan robar. Su capacidad de lanzar a los corredores fue una carrera de menos 19,7% en 2007.
Torrealba tiene un movimiento de lanzamiento inusual, ya que aporta su mano a al oído y luego le rompe el brazo en un movimiento rápido, aunque parece que trabajar para él con su éxito en retirar corredores.
El 6 de noviembre de 2009, los Rockies decidieron colocar al joven Chris Iannetta como su receptor primario y declinó su opción de contrato de 2010 con Torrealba, haciendo de él un agente libre.

### San Diego Padres
El 9 de febrero de 2010, Torrealba y los Padres de San Diego firmaron un contrato de un año con una opción mutua para un segundo año. En 2010, bateó .271, y llevó los colectores de la liga en porcentaje de fildeo de .996, en. Después de la temporada, Torrealba declinaron la opción, pero más tarde se le ofreció arbitraje de los Padres. [13]

### Texas Rangers
Torrealba acordó un contrato de dos años con los Rangers de Texas por $ 6.25 millones de dólares. [14] Torrealba conectó cuadrangular en su segundo partido con su nuevo equipo.
En 2011, bateó un Promedio de bateo .273 con 7 cuadrangulares. En la defensa, que fue tercero en la liga en errores por un receptor, un total de 9 errores. Torrealba llevó a los Rangers en la postemporada hasta que el equipo perdió la Serie Mundial de 2011 contra los Cardenales de San Luis.
El 30 de julio de 2012, Rangers fue designado para los Rangers de Texas. [15] Fue puesto en libertad el 8 de agosto de 2012.

### Toronto Blue Jays
Torrealba firmó un contrato de ligas menores con los Azulejos de Toronto el 14 de agosto de 2012 y designado a los de New Hampshire Fisher Cats. [16] Torrealba fue agregado a la lista de 40 hombre y llamó a los Azulejos de Toronto el 21 de agosto El 22 de agosto, Torrealba jugó la primera base por primera vez en su carrera. [17]

### Cerveceros de Milwaukee
El 21 de septiembre de 2012, Torrealba fue cambiado a los Cerveceros de Milwaukee por consideraciones en efectivo o un jugador a ser nombrado más tarde. [18] Él terminó apareciendo en seis juegos para los Cerveceros, que iba de 0-de-5 en el plato con una base por bolas.

### Segunda temporada con los Rockies de Colorado
Él firmó un contrato de ligas menores con los Rockies de Colorado el 24 de enero de 2013. En 61 juegos, Torrealba bateó .240 y tuvo 8 dobles y 16 impulsadas para los Rockies.

### Los Ángeles de Anaheim
Torrealba firmó un contrato de ligas menores con los de Los Ángeles de Anaheim el 31 de enero de 2014. [20] Él fue puesto en libertad y se convirtió en agente libre el 23 de marzo [21]

### Cachorros de Chicago
Torrealba firmó un contrato de ligas menores con los Cachorros de Chicago el 12 de junio de 2014. Fue liberado un mes más tarde.

### LVBP
Inició su carrera en 1996 con el equipo Pastora de Occidente, el cual más tarde pasaría a llamarse Pastora de Los Llanos y Bravos de Margarita. En marzo de 2011 es traspasado a los Leones del Caracas junto con los jugadores Dixon Machado y Junior Subero en un cambio que involucró a José Castillo y Jackson Melián.
En 2016 se retira como jugador activo y pasa a formar parte del cuerpo técnico, pasando a dirigir el equipo luego de la salida de Alfredo Pedrique.
En marzo de 2018 los Leones del Caracas lo dejan en libertad.

## Vida personal
Los padres de Torrealba le dieron su nombre cuando no podían decidir entre Yorman y Victor. Se decidió combinar los dos en "Yorvit". [22] Los padres de Torrealba todavía residen en Venezuela.
Torrealba tiene dos hijos llamados Eduardo Torrealba (17) y Julian Xavier Houston-Torrealba (14). [23] En junio de 2009, Yorvit Torrealba fue colocado en la lista restringida de forma inesperada de los Rockies. El 4 de junio de 2009, se anunció que la razón de su ausencia fue que sus 11 años de edad, hijo y sus dos tíos "" habían sido secuestrados. Los secuestradores establecen Yorvit y los otros miembros de la familia libre sin necesidad de levantar los $ 50.000 que se había acordado. Luego se trasladó a su hijo de Venezuela a Miami. Yorvit Eduardo tiró el primer lanzamiento en el tercer juego de la Liga Nacional de División de 2009 serie contra los Filis. [24]

## La controversia
El 23 de diciembre de 2011, cuando jugaba con los Leones del Caracas en temporada regular de Liga Invernal de Venezuela, argumentó Torrealba acaloradamente después de un ponche. Fue expulsado por el árbitro Darío Rivero Jr., pero antes de irse, Torrealba continuó dejando escapar su frustración y finalmente levantó la mano para empujar al árbitro en su mascarilla. Posteriormente, la Liga de Invierno de Venezuela emitió a Torrealba una sanción de suspensión por sesenta y seis juegos. La suspensión no se trasladó a las Grandes Ligas ni a ningún otro lugar. [25]